# Коломыйка
Коломы́йка (укр. коломийка) — украинский народный карпатский танец и одноимённая плясовая песня, выступающая сопровождением к танцу или существующая отдельно от него; традиционный жанр украинской народной музыки.
Время возникновения точно не установлено, однако название указывает на место возникновения: город Коломыя Ивано-Франковской области Украины. Оставаясь на первых порах городским, танец приобрёл большую популярность в окрестных с Коломыей городах в середине XIX века.
Песенка «Коломыйка» короткая, напоминающая частушку, обычно в 4 или 2 строки, изредка в 6 строк.  
Как и частушки, коломыйки часто являются импровизацией и охватывают разнообразные темы — политические, социальные, любовные, сатирические и другие. 
Видишь девка впереди стоит пышно разубрана,

Не берите её, хлопцы, в танец, пусть ждёт своего пана! 
Оригинальный текст (укр.)Котра дівка напереді стоїть пишно вбрана,

Не беріть ї, хлопці, в танець, най чекає пана!

Встречаются и большие песни, составленные из ряда коломыек, распределённых в порядке, по основной мысли стихотворения, причем каждая коломыйка имеет и самостоятельное значение и встречается в отдельном виде.
Коломыйковый стих песни — силлабический, состоит из двух строк по 14 слогов (или из четырёх строк: 8 + 6 + 8 + 6). Характерен не только для коломыек, но и для исторических, бытовых, балладных и прочих украинских народных песен. Им очень часто пользовался Т. Г. Шевченко. Коломыйковым стихом написан также Гимн Украины.